# Dissedala göl
Dissedala göl är en sjö i Nässjö kommun i Småland och ingår i Emåns huvudavrinningsområde.